# Asme (Pyrénées-Atlantiques)
Pour les articles homonymes, voir Asme.
Asme est une ancienne commune française du département des Pyrénées-Atlantiques. Le 13 juin 1841, la commune fusionne avec Ostabat pour former la nouvelle commune d'Ostabat-Asme.

## Géographie
Le village fait partie du pays d'Ostabarret, dans la province basque de Basse-Navarre.

## Toponymie
Le toponyme Asme apparaît sous les formes 
Azpun jauregui (1350), 
Azpe (1412) et 
Azme (1481, chapitre de Bayonne).
Son nom basque est Azme (« en bas de la hauteur rocheuse »).

## Administration
| Période                                  | Période | Identité           | Étiquette | Qualité |
| ---------------------------------------- | ------- | ------------------ | --------- | ------- |
| 1801                                     | 1815    | Pierre Etcheberry  |           |         |
| 1816                                     | 1816    | Piere Jaureguy     |           |         |
| 1816                                     | 1829    | Guillaume Larralde |           |         |
| 1830                                     | 1836    | Martin Apeceche    |           |         |
| 1837                                     | 1841    | Pierre Jaureguy    |           |         |
| Les données manquantes sont à compléter. |         |                    |           |         |

## Démographie
| 1793 | 1800 | 1806 | 1821 | 1831 | 1836 |
| ---- | ---- | ---- | ---- | ---- | ---- |
| 233  | 239  | 227  | 237  | 204  | 204  |

## Pour approfondir